# Dimer

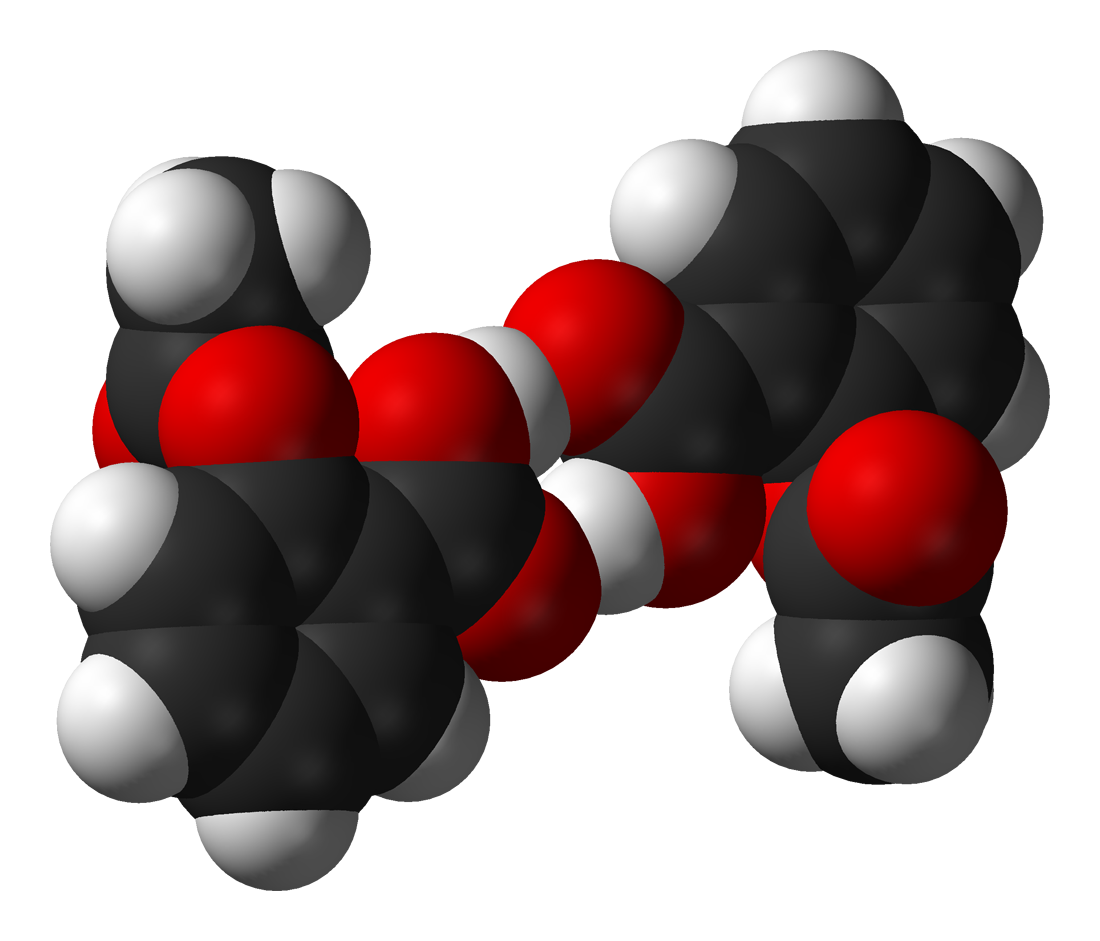
Dimer molekuly kyseliny acetylsalicylové – aspirinu

Dimer v biologii a chemii označuje molekulu složenou ze dvou menších podjednotek, tzv. monomerů, navzájem kovalentně vázaných, nebo i dvojici molekul vázaných slabšími mezimolekulárními interakcemi (iontovou vazbou, vodíkovými můstky nebo van der Waalsovými silami). Dimery jsou speciálním případem oligomerů. Jsou-li podjednotky dimeru identické, nazývá se homodimerem (např. karboxylové kyseliny v plynném skupenství, viz obrázek vpravo), jsou-li různé, jde o heterodimer (např. molekula sacharózy nebo komplex alkohol dehydrogenázy).